# مجموعة دراسة الحركة التفاعلية
مجموعة دراسة الحركة التفاعلية (بالروسية: Группа изучения реактивного движения) كانت مجموعة بحثية نشأت في الاتحاد السوفيتي في عام 1931 لدراسة وبحث عدة مسائل متعلقة بعلوم الصواريخ. في 1933، تطورت المجموعة لتصبح المعهد العلمي لأبحاث المحرك التفاعلي. ضمت المجموعة 4 كتائب و10 مشاريع لدراسة محركات الصواريخ والصواريخ المجنحة وغير المجنحة. قاد هذه المجموعة سيرجي كوروليوف الذي سيصبح مستقبلًا كبير المصممين في برنامج الفضاء السوفيتي، وكان أيضًا أحد قادة كتائب المجموعة ورئيسًا لمجلسها التقني.
قاد فريدريك تساندر إحدى كتائب المجموعة البحثية، وقاد ميخائيل تيخونرافوف كتيبة أخرى.
نجحت المجموعة في إنتاج صاروخ اختباري باسم جيرد-09 ГИРД-09، والذي كان إطلاقه الأول في 17 أغسطس 1933.
في 16 مايو 1932، قدم ميخائيل توخاتشيفسكي مذكرة لدمج كل من مجموعة دراسة الحركة التفاعلية ومختبر ديناميكا الغازات في ليننجراد لينشأ من هذا الدمج المعهد العلمي البحثي للمحرك التفاعلي الذي قام في 31 سبتمبر 1933.

## استشهادات
1. ↑  "The Man Behind the Curtain". Air and Space Magazine. نوفمبر 2007. مؤرشف من الأصل في 2021-04-13. اطلع عليه بتاريخ 2021-09-21.
2. ↑  Albrecht، Ulrich (1993). The Soviet Armaments Industry. Routledge. ص. 74–75. ISBN:3-7186-5313-3.